# Orest Adamowitsch Kiprenski

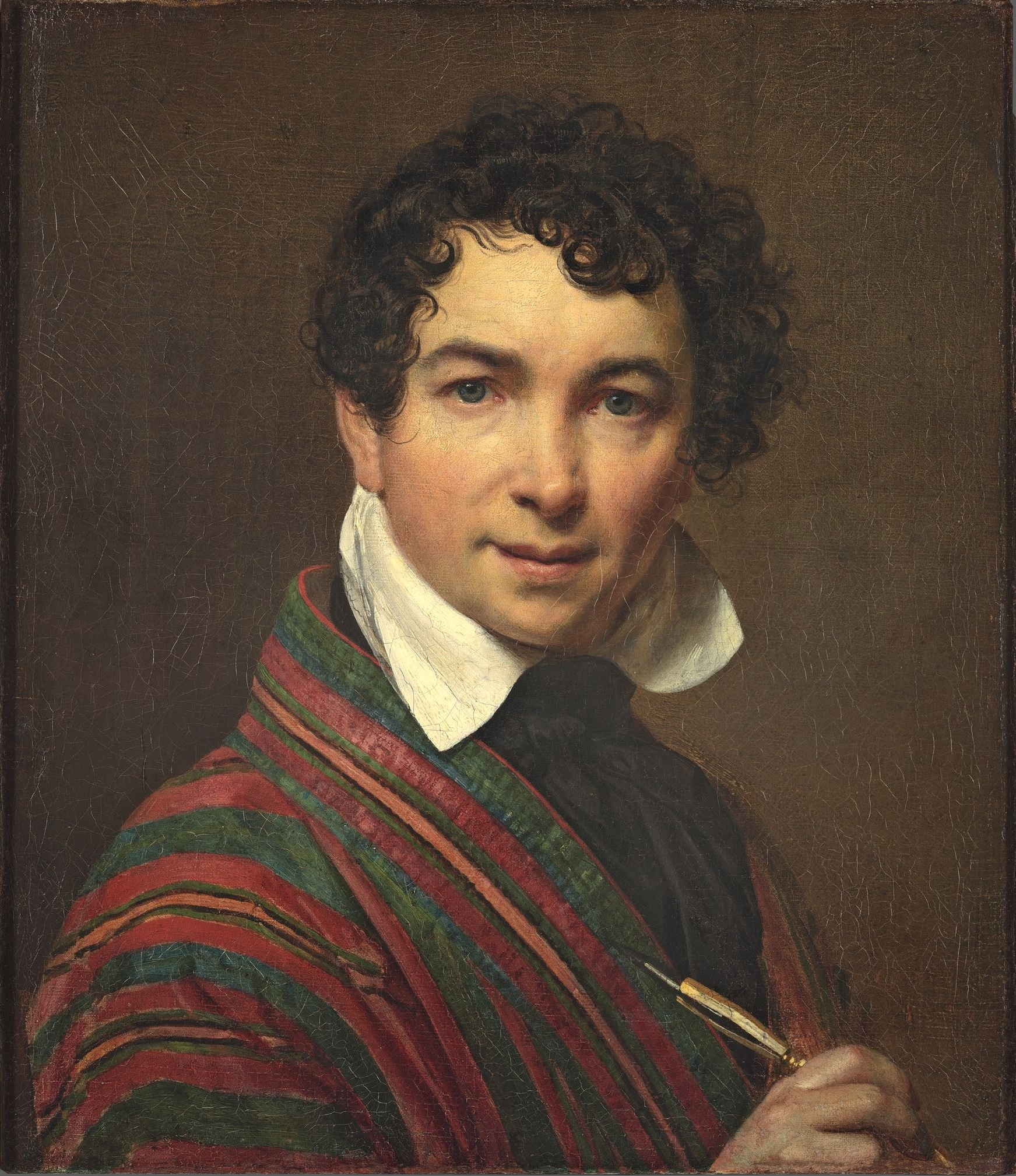
Selbstporträt, 1828

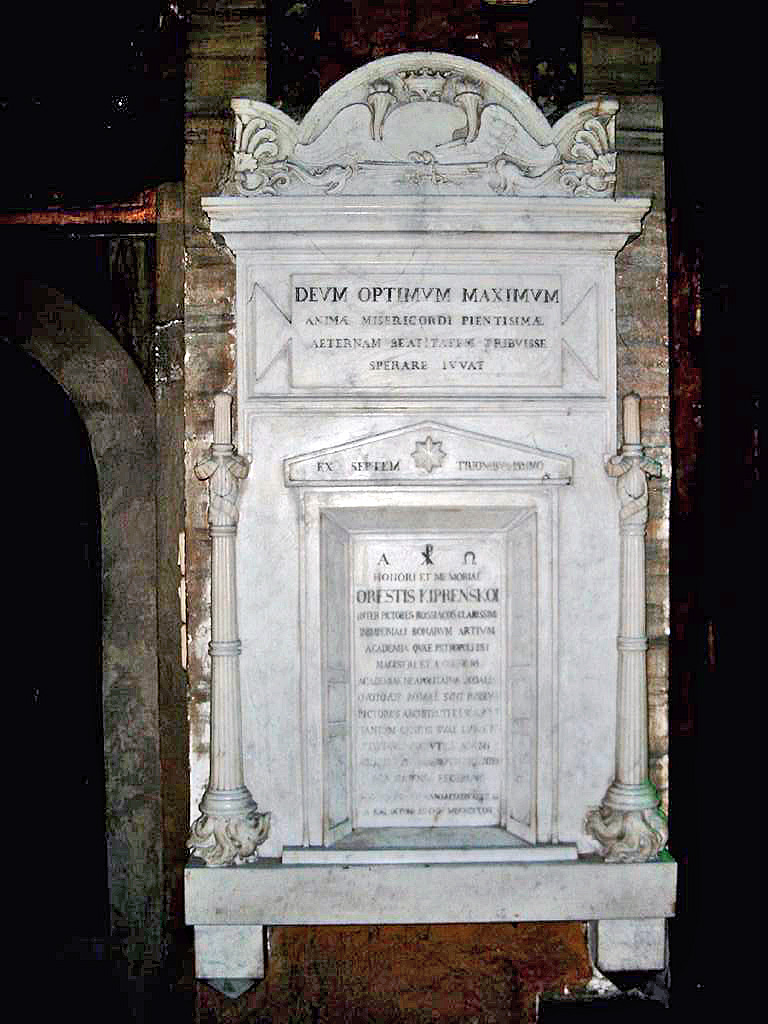
Grabstätte in Sant’Andrea delle Fratte, Rom.

Orest Adamowitsch Kiprenski (russisch Орест Адамович Кипренский; * 13. Märzjul. / 24. März 1782greg. in Koporje; † 17. Oktober 1836 in Rom) war ein führender russischer Porträtmaler der Romantik.

## Leben
Kiprenski wurde auf einem Gutshof im Gouvernement Sankt Petersburg geboren. Er war ein unehelicher Sohn des Gutsherrn Alexej Djakonow, weswegen sein Name von Kypris, einem Beinamen der Göttin der Liebe, abgeleitet wurde, und wuchs in der Pflegefamilie des Leibeigenen Adam Schwalbe auf. Sein Vater sorgte dafür, dass Orest schon als Sechsjähriger im Internat an der Petersburger Kunstakademie aufgenommen wurde und später dort bei Doyen studieren konnte. Nachdem er 1805 an der Akademie für sein Bild Fürst Dmitri Donskoi nach der Schlacht auf dem Schnepfenfeld eine Goldmedaille gewonnen hatte, konnte er seine Studien in Westeuropa fortsetzen. Sein 1804 entstandenes Porträt seines Pflegevaters Adam Schwalbe beeindruckte seine Zeitgenossen so sehr, dass es von Mitgliedern der Kunstakademie Neapel für ein Werk Rembrandts gehalten wurde, worauf Kiprenski seine Autorschaft von der Petersburger Akademie schriftlich bestätigen ließ. In den folgenden Jahren lebte Kiprenski in Moskau, Twer und Sankt Petersburg und wurde zu einem angesehenen Porträtmaler. Für sein später entstandenes Porträt von Puschkin widmete ihm der Dichter ein Dankgedicht, mit den Versen: „Ich sehe mich selbst wie im Spiegel, doch dieser Spiegel schmeichelt mir.“
Die Jahre 1816–1822 verbrachte Kiprenski in Rom und Neapel. Hier verliebte er sich in die junge Anna Maria Falcucci, kaufte sie ihren Eltern ab und übernahm ihre Vormundschaft. Als er Italien verließ, schickte er sie in ein katholisches Kloster. 1828 kehrte Kiprenski nach Italien zurück, nachdem er von seinem Freund Halberg einen Brief erhalten hatte, wonach sie Mariucci aus den Augen verloren hätten. Kiprenski fand Mariucci, die inzwischen in ein anderes Kloster versetzt worden war, und heiratete sie schließlich 1836, nachdem er zuvor zum Katholizismus übergetreten war. Kurz darauf starb er in Rom an Lungenentzündung und wurde in der Kirche Sant’Andrea delle Fratte begraben.

## Gemälde

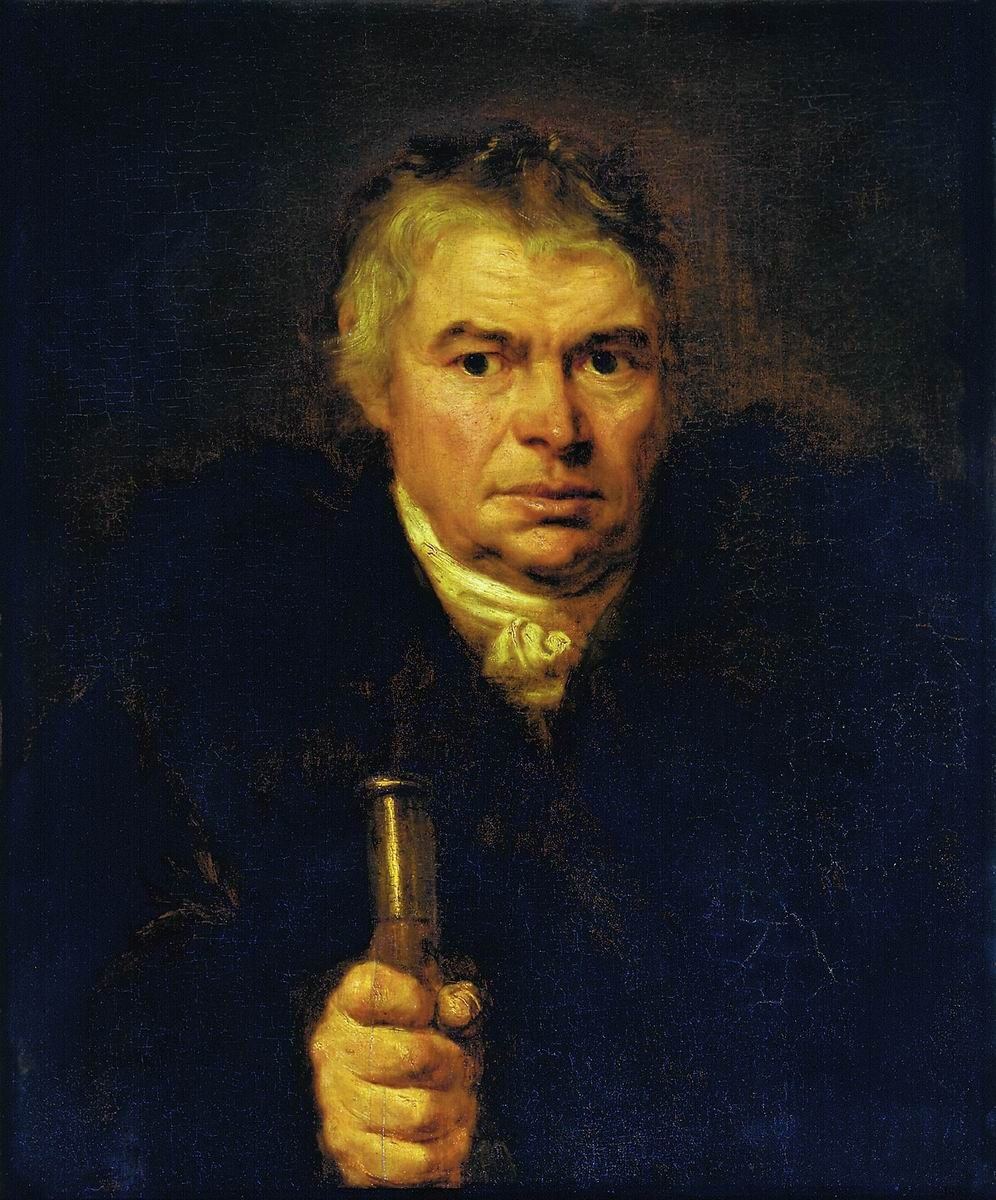
Adam Schwalbe, Orests Pflegevater, 1804
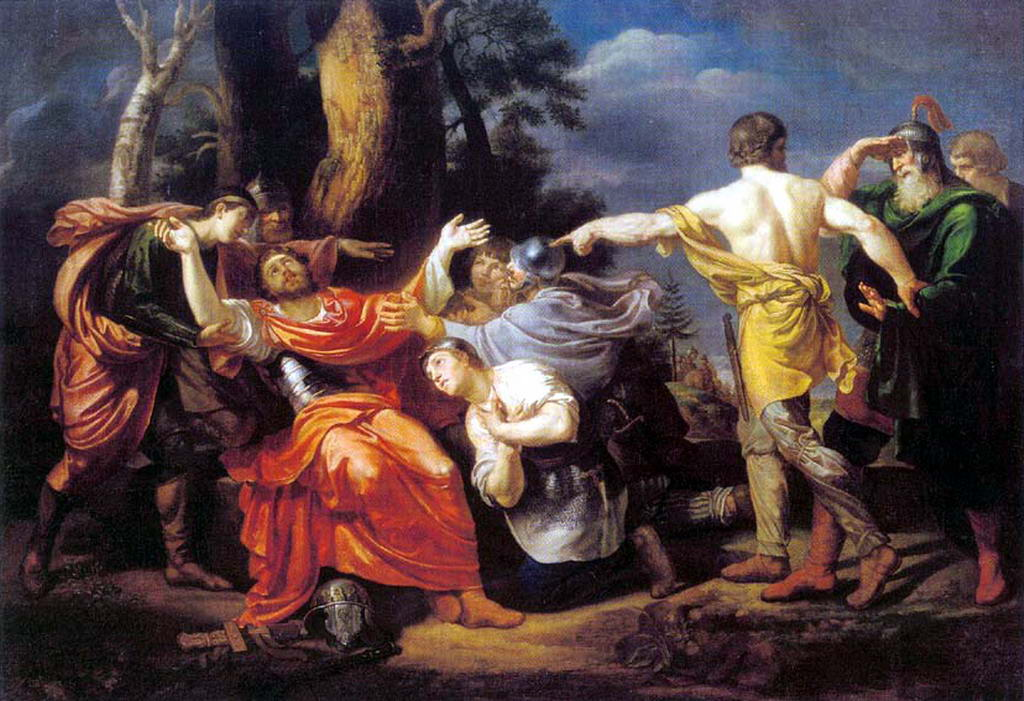
Fürst Dmitri Donskoi nach der Schlacht auf dem Schnepfenfeld, 1805
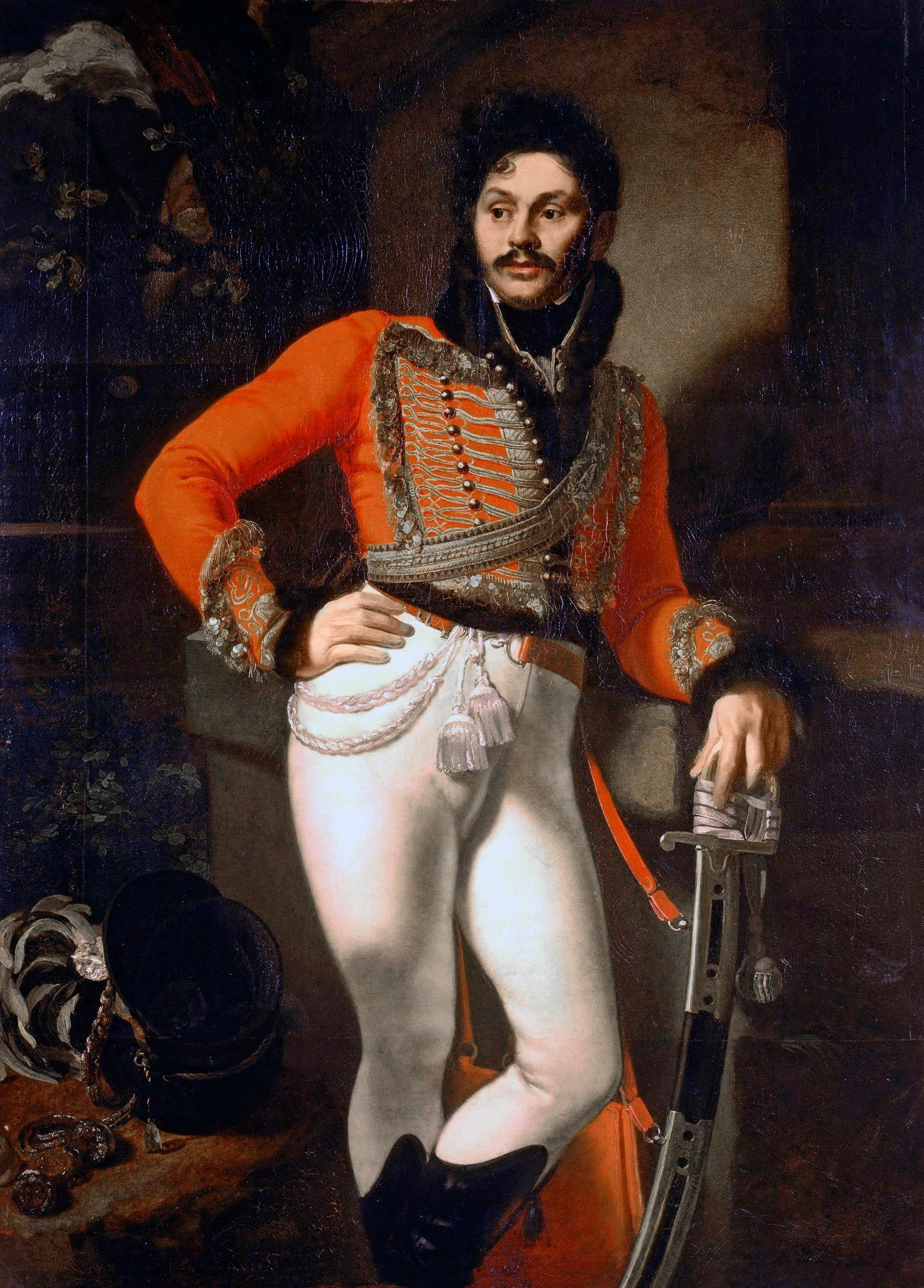
Jewgraf Dawydow, 1809
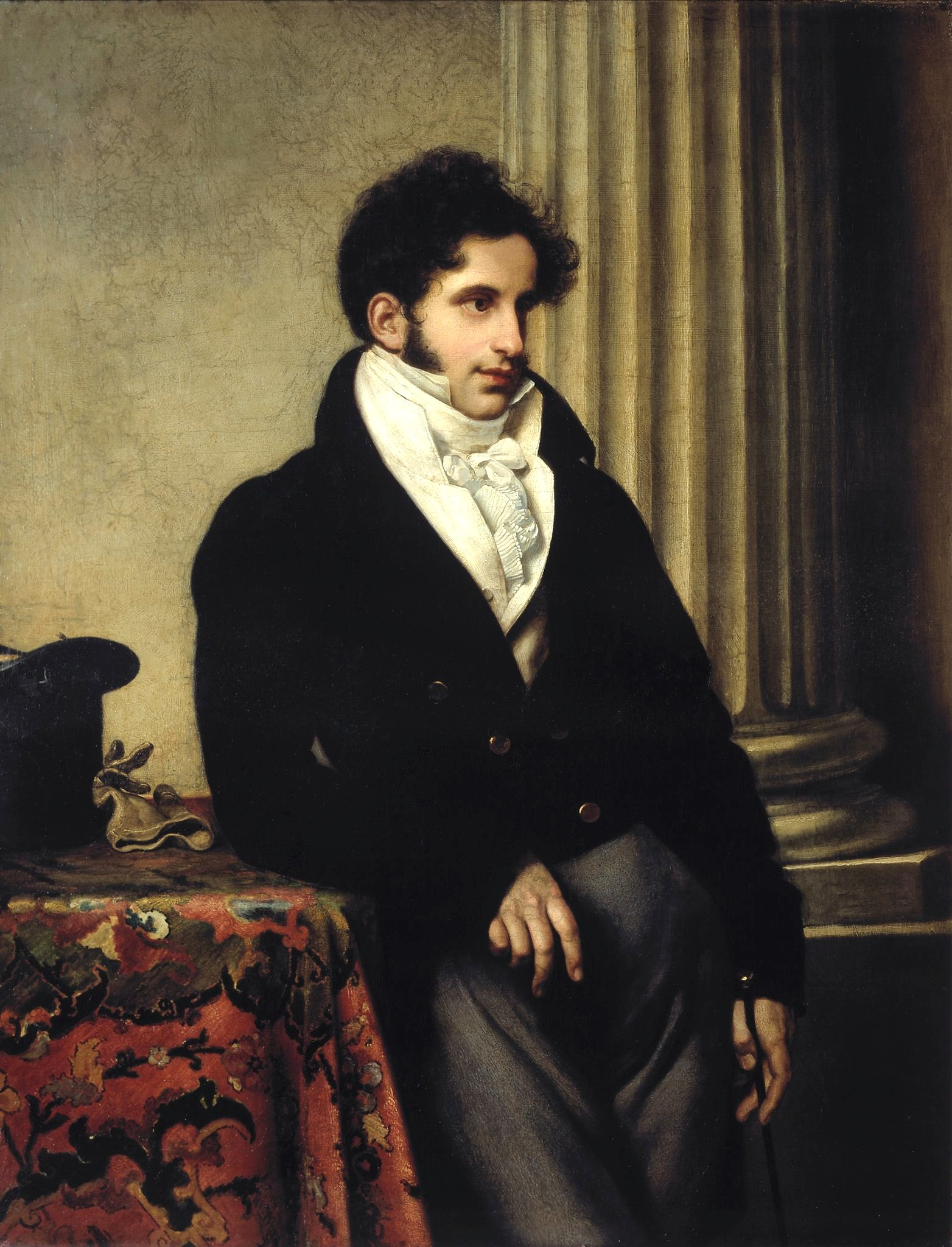
Sergei Uwarow, 1815
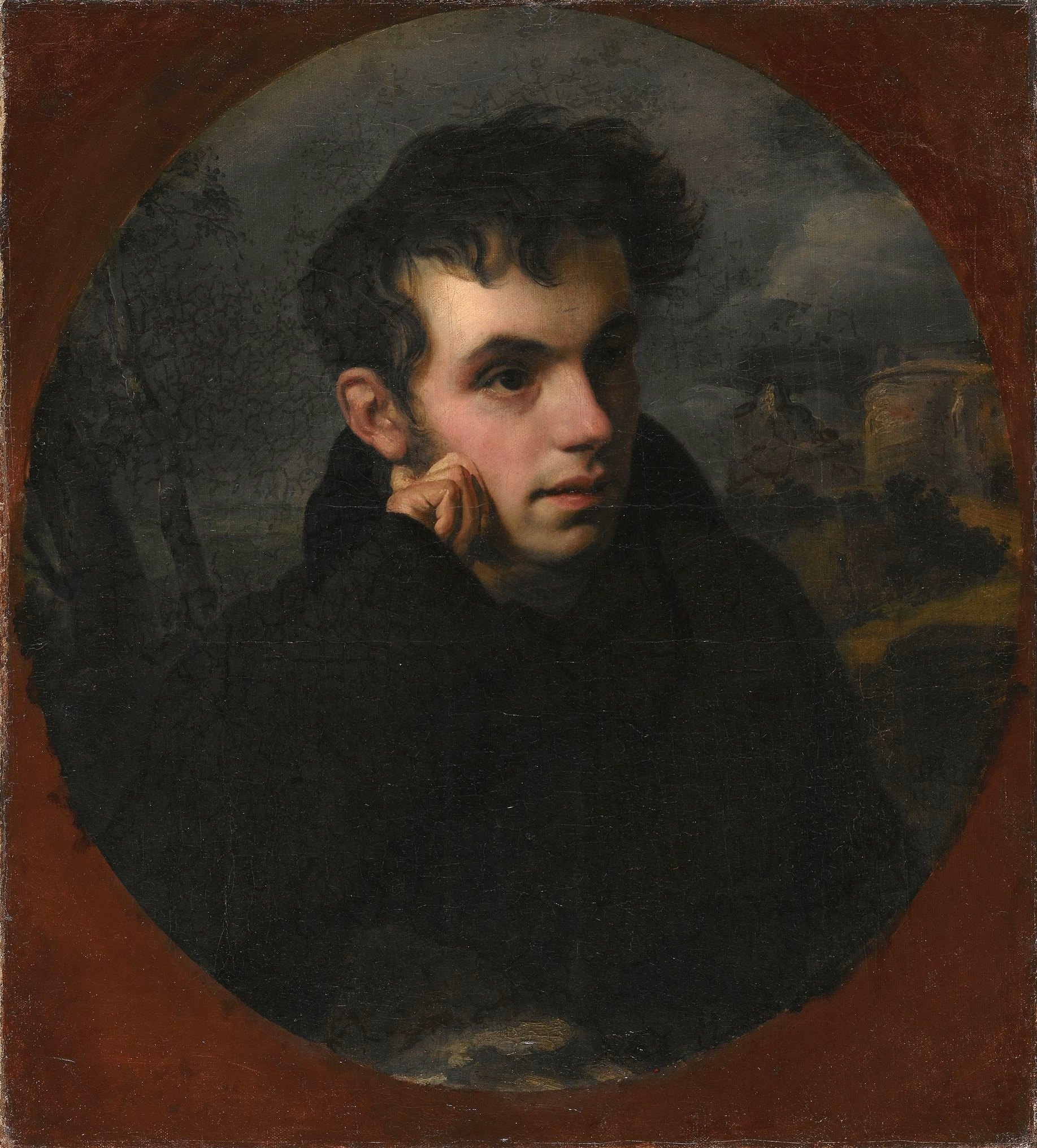
Wassili Schukowski, 1815
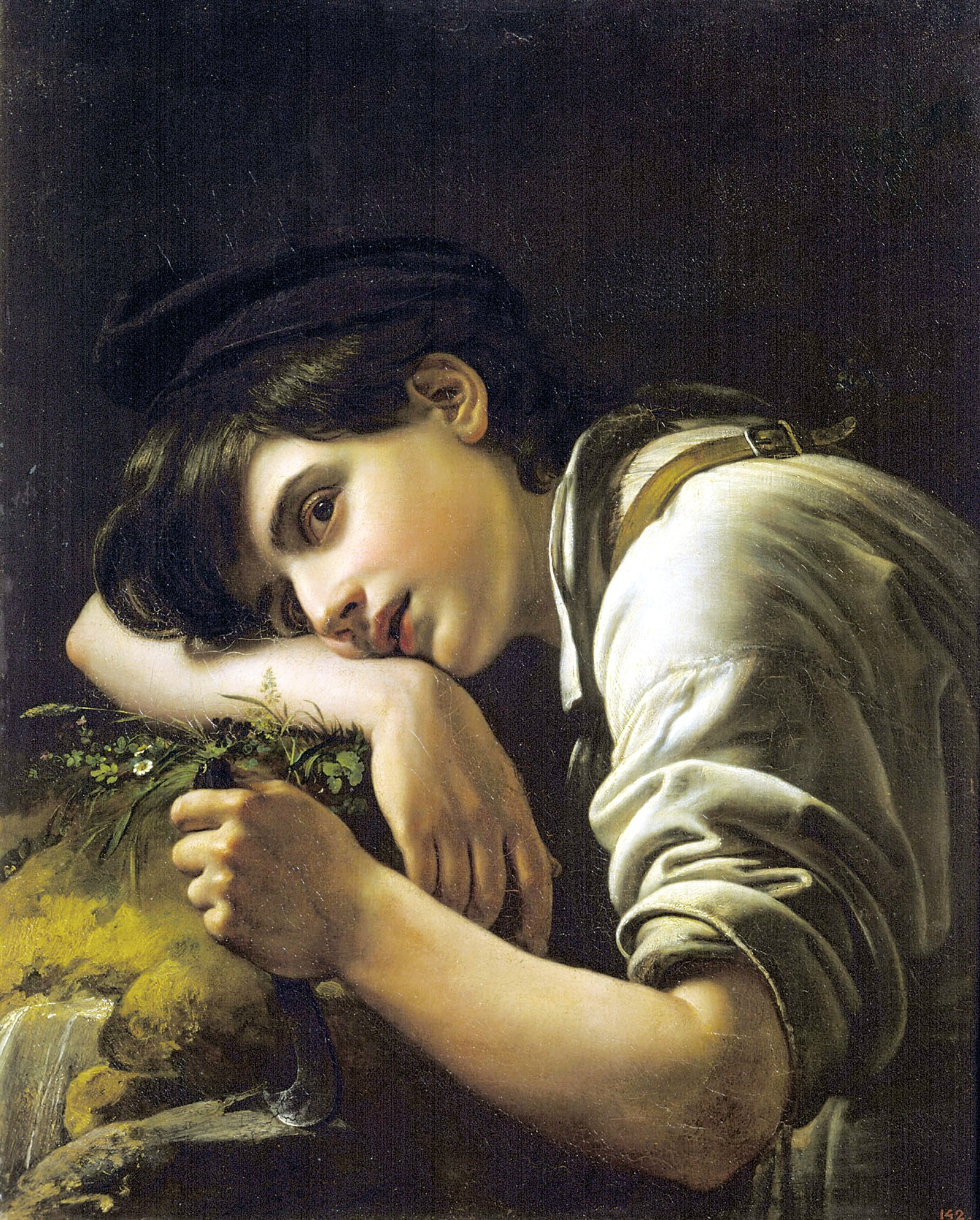
Junger Gärtner, 1817
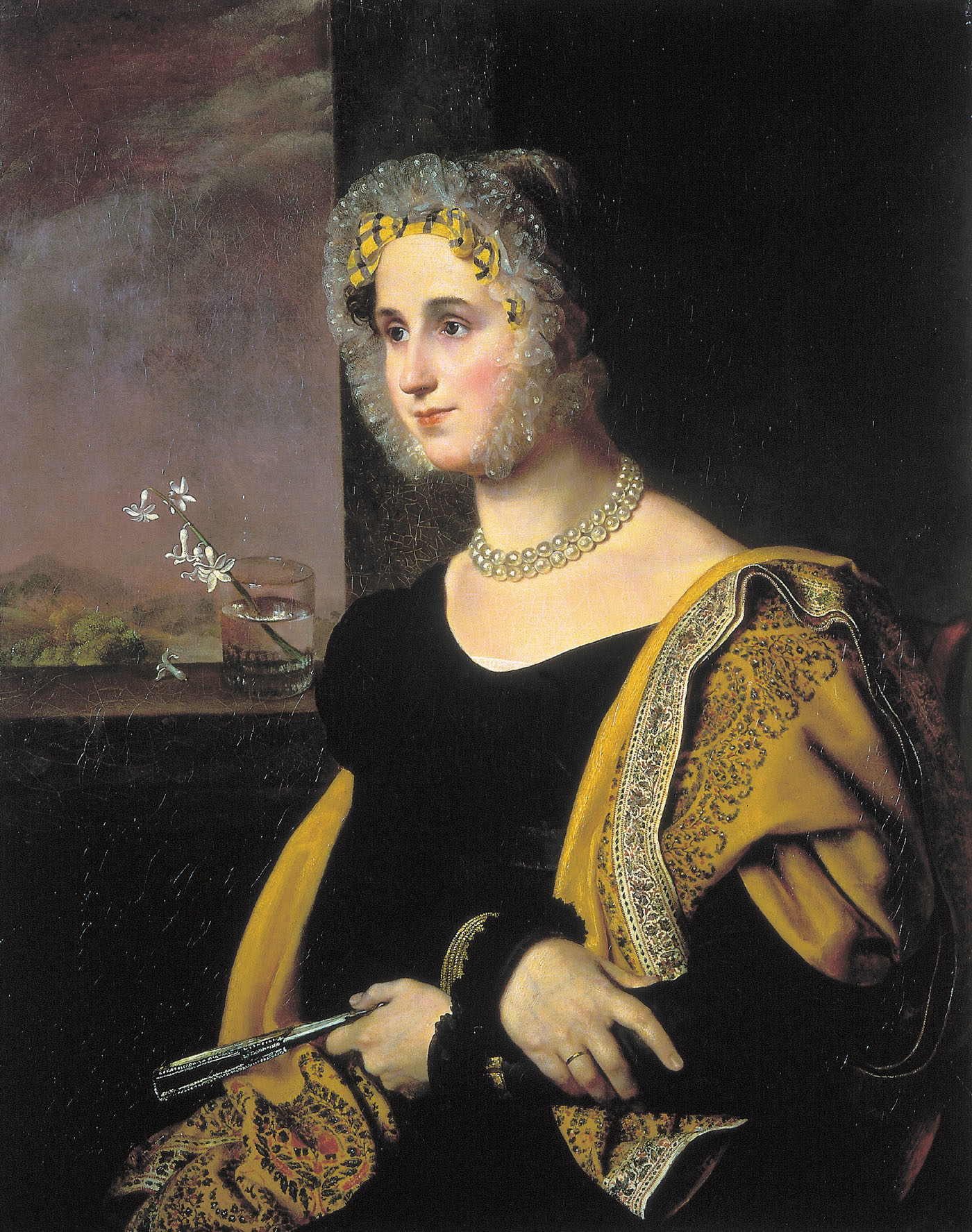
Ekaterina Avdulina, 1822
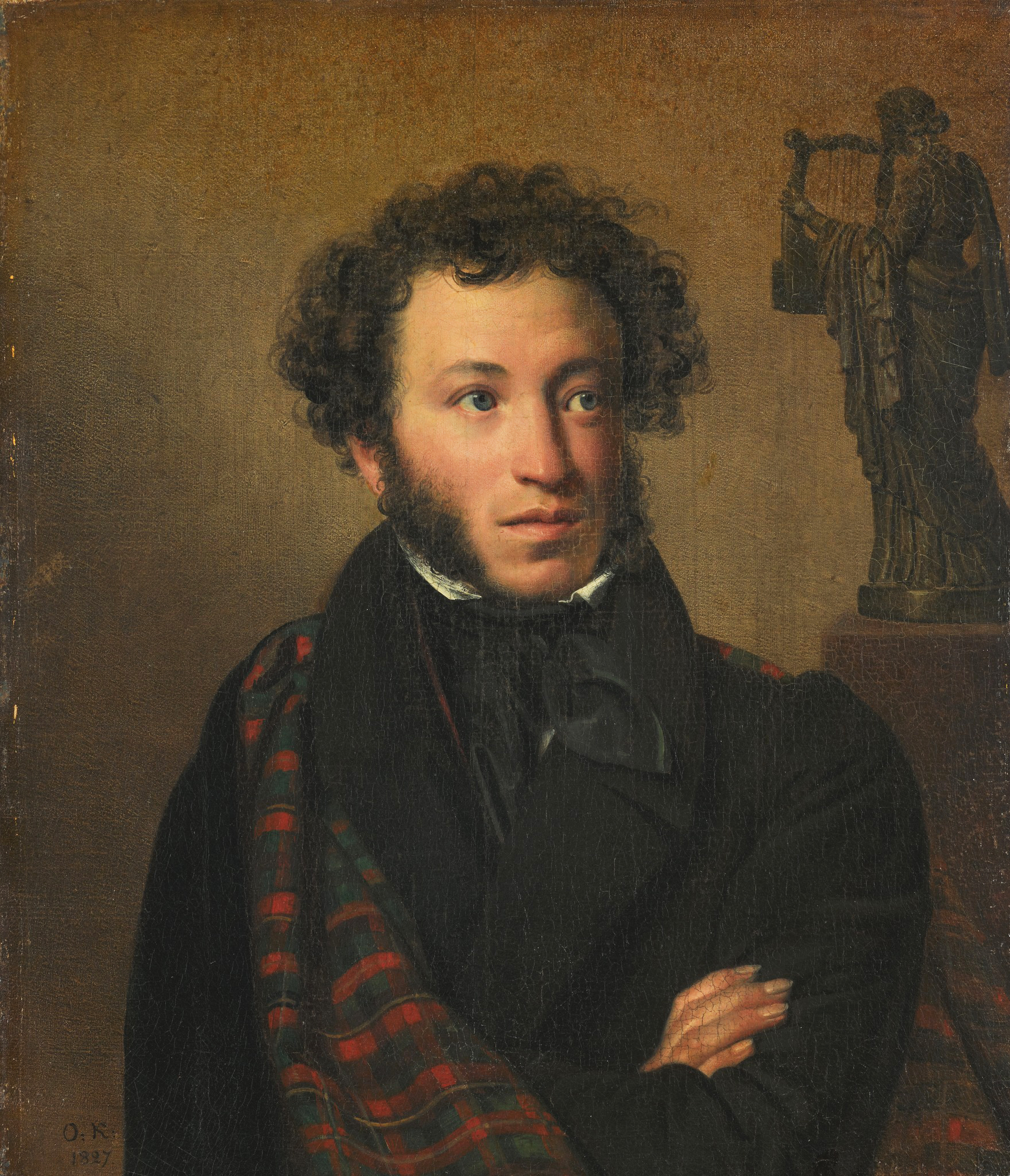
Alexander Puschkin, 1827
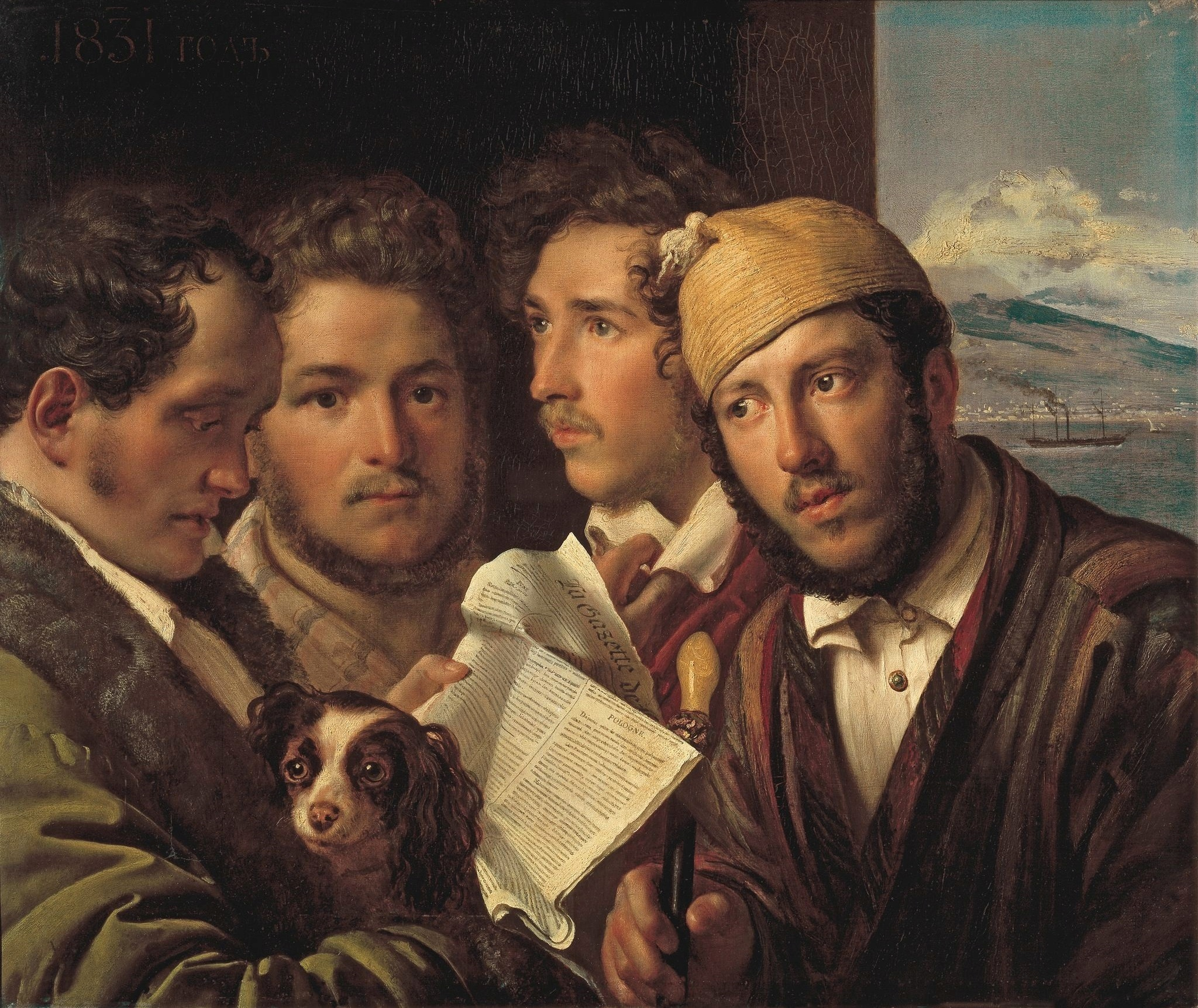
Zeitungsleser in Neapel, 1831
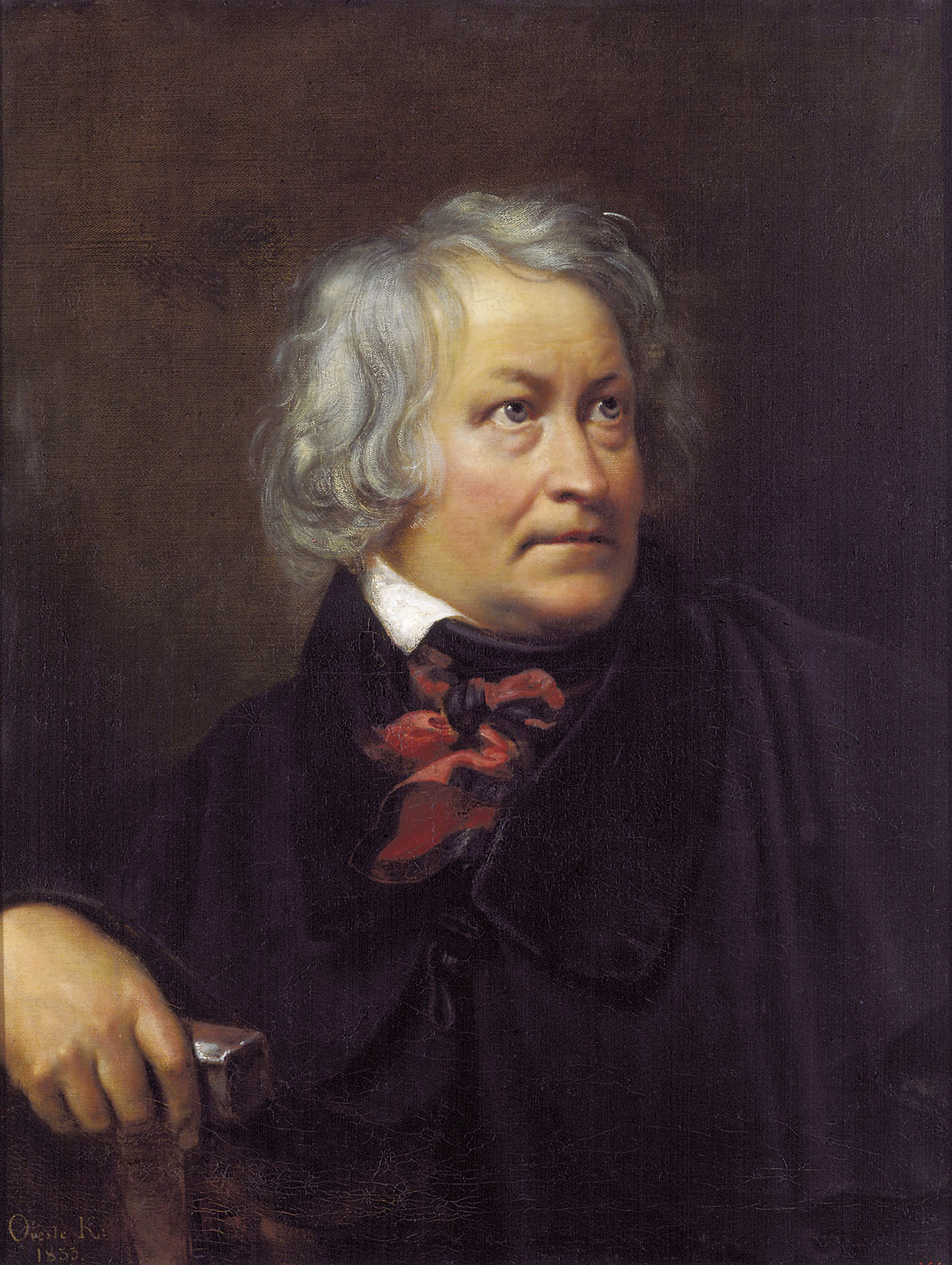
Bertel Thorvaldsen, 1833